# Queen Mary (schip, 1936)
RMS Queen Mary was een trans-Atlantisch passagiersschip van de rederij Cunard Line, destijds de Cunard White Star Line, dat van 1936 tot 1967 tussen Southampton, Cherbourg en New York voer.
Het stoomschip werd gebouwd door John Brown & Company in Clydebank (Schotland) en in 1934 gedoopt door Mary van Teck, de gemalin van de Britse koning George V naar wie het schip was vernoemd. De eerste reis van het schip was in 1936, en al in hetzelfde jaar veroverde het de blauwe wimpel voor de snelste trans-Atlantische oversteek. Het verloor de blauwe wimpel een jaar later aan de Normandie, maar in 1938 heroverde het de wimpel en behield hem tot 1952.
Tijdens de Tweede Wereldoorlog werden de Queen Mary en de iets grotere en jongere Queen Elizabeth ingezet om troepen naar Europa te vervoeren. De twee schepen waren de grootste en snelste troepentransportschepen die de geallieerden tot hun beschikking hadden. De Queen Mary heeft ooit in één overtocht 16.082 manschappen vervoerd, dit is tot op heden het grootste aantal mensen dat met een schip in één keer vervoerd is.
Na de oorlog werd de Queen Mary weer een passagiersschip, tot het in 1967 uit de vaart werd gehaald. Het schip ligt nu permanent voor anker in Long Beach. Het doet nu dienst als museumschip en hotel. De Queen Mary staat in het Amerikaanse National Register of Historic Places. Het schip vierde het 70-jarig bestaan in 2004.
De opvolger van het schip, de Queen Mary 2, werd in 2003 in de vaart genomen.

## Bouw en naamgeving
Toen Duitsland eind jaren 1920 met de Bremen en de Europa kwam en ook nog eens de Blauwe Wimpel van de Mauretania won was voor de Britten de maat vol. Zij wilden hun koppositie op de trans-Atlantische route niet prijsgeven. White Star Line kwam met de Oceanic. Dat zou een 60 000-ton schip worden. Dit schip mislukte omdat White Star Line bijna failliet was. Cunard Line had plannen voor een 75 000-ton schip.
Het schip werd gebouwd bij de werf van John Brown and Co. in Clydebank, Schotland. De bouw begon in december 1930. Tijdens de bouw heette het schip 'romp nummer 534'. Maar de Grote Depressie sloeg ook in Europa hard toe. In december 1931 moest Cunard Line vanwege gebrek aan geld de bouw van het schip stilleggen. Cunard ging naar de Britse regering om een lening te vragen. Deze werd toegekend onder de voorwaarde dat Cunard zou fuseren met aartsrivaal White Star (de eigenaar van de Titanic). Dat gebeurde in april 1934. Toen kwam de lening vrij. Het was een lening van zo'n 10 miljoen pond, genoeg om twee schepen van 80 000 ton te bouwen.
Toen de bouw in december 1931 werd gestaakt, was de romp al bijna klaar. Die was intussen behoorlijk geroest, maar kon snel hersteld worden: de bouw werd hervat in april 1934 en op 26 september van datzelfde jaar werd de romp te water gelaten. Voor 3,5 miljoen pond werd het schip geheel afgebouwd.
Het schip werd gedoopt door koningin Mary, in het bijzijn van haar man George V, koning van Groot-Brittannië en keizer van India. Het schip heette Queen Mary en was vernoemd naar deze koningin.

## Dienstjaren (1936-1939)
De Queen Mary vertrok voor de eerste reis op 27 mei 1936. De eerste kapitein was Sir Edgar T. Britten. De Queen Mary had een gewicht van 80.774 ton. Door de sterke machines kon het snel varen, maar een recordtijd zat er op deze eerste reis niet in, doordat er op twee derde van de reis veel mist was.
Het schip kreeg veel kritiek, het publiek vond het te traditioneel. Sommige mensen vonden het zelfs slechts een vergroting van de Aquitania, die toch echt uit 1914 kwam. De interieurstijl was art deco. Dat was in die tijd modern, maar het schip was bij lange na niet zo hypermodern als de grootste rivaal, de Normandie van French Line. Ook al was de Normandie moderner dan de Queen Mary, toch was de Queen Mary succesvoller.
In augustus 1936 won de Queen Mary de Blauwe wimpel, maar in 1937 passeerde de Normandie met een snellere tijd. Er ontstond een snelheidsoorlog tussen de twee schepen, maar uiteindelijk trok de Queen Mary in 1938 aan het langste eind — en dat ondanks het feit dat de Normandie een veel gestroomlijnder schip was. De Normandie was zeer geavanceerd en de tijd ver vooruit met een bulbsteven en een ranke boeg. De Queen Mary was niet zo vooruitstrevend, maar had twintig procent meer vermogen. Het verbruikte dan wel meer, maar kon daardoor – ondanks de ouderwetse boeg – sneller varen dan de Normandie.